# Ана на никого
„Ана на никого“ (на испански: Ana de nadie) е колумбийска теленовела, продуцирана от Estudios RCN за Canal RCN през 2023 г. Теленовелата е адаптация на теленовелата от 1993 г. Госпожа Исабел, чиято най-нова популярна версия е Ако ни оставят.
С участието на Паола Турбай, Себастиан Карвахал и Хорхе Енрике Абело.

## Сюжет
Ана Окампо е 50-годишна жена, която ще трябва да се изправи пред развод, след като открива, че съпругът ѝ Орасио ѝ е изневерил с много по-млада жена, Аделаида Гомес. Насред своята самота Ана открива, че краят на брака ѝ ще се превърне във втори шанс за нея, докато се наслаждава на новия си живот и става по-силна жена. В крайна сметка тя среща Хоакин Кортес, който след срещата с Ана я уверява, че тя е жената на живота му. Междувременно Орасио разбира, че прекратяването на връзката му с Ана е било грешка.

## Актьори
- Паола Турбай – Ана Окампо[5]
- Себастиан Карвахал – Хоакин Кортес
- Хорхе Енрике Абело – Орасио Валенсуела
- Лора Арчболд – Аделаида Гомес
- Джуди Хенрикес – Долорес Виуда де Окампо
- Рамистели Ерера – Ема Валенсуела
- Карлос Баес – Педро Валенсуела
- Иления Антонини – Флоренсия Валенсуела
- Адриана Ромеро – Геновева Серано
- Адриана Аранго – Виолета Давила
- Лучо Веласко – Бенхамин Лемус
- Андрес Торо – Лучано Укрос
- Даяна Уисуел – Ориана Кастро
- Камила Зарате – Магдалена Зеа
- Самюел Монталво – Тео Кортес
- Кармен Роза Франко – Урсула Рохас
- Лаура Ернандес – Химена Рохас

## Продукция
Снимките на теленовелата започват на 9 ноември 2022 г. Първият тийзър на поредицата е показан на 8 февруари 2023 г.

## Премиера
Премиерата на Ана на никого е на 1 март 2023 г. по Canal RCN. Последният 94. епизод е излъчен на 25 юли 2023 г.

## Версии
- Госпожа Исабел, оригинална история, колумбийска теленовела от 1993 г., продуцирана от Лис Ямаюса, с участието на Джуди Енрикес, Алваро Руис и Луис Меса.
- Женски поглед, мексиканска теленовела от 1997 г., продуцирана от Марсела Мехия за ТВ Ацтека, с участието на Анхелика Арагон, Ари Телч и Фернандо Лухан.
- Никога не казвай сбогом, португалска теленовела от 2001 – 2002 г., с участието на Лидия Франко, Тосе Мартиньо и Нуно Омем де Са.
- Виктория, колумбийска теленовела от 2007 г., продуцирана от Уго Леон Ферер за Телемундо, с участието на Виктория Руфо, Маурисио Очман и Артуро Пениче.
- Ако ни оставят, мексиканска теленовела от 2021 г., продуцирана от W Studios в сътрудничество с Lemon Studios за Телевиса, с участието на Майрин Вилянуева, Маркус Орнелас и Алексис Аяла.
- Със същия поглед, мексиканска теленовела от 2025 г., продуцирана от Аргос Телевисион за ТелевисаУнивисион, с участието на Анхелика Ривера, Диего Клейн и Иван Санчес.